# SPDR金ETF
SPDR金ETF，或称SPDR金股份（SPDR Gold Shares）、SPDR黄金ETF，是道富环球旗下SPDR系列ETF的基金之一。不像其他基金以公司股权为基础，该基金以黄金为基础，其价格大致与金价对应。截至2019年3月31日，该基金保管了24,572,554.8盎司黄金，对应31,697,578,486.50美元。